# Alchemilla lunaria
Alchemilla lunaria é uma espécie de rosácea do gênero Alchemilla, pertencente à família Rosaceae.